# سایدرکین
سایدرکین،(به انگلیسی: Ciderkin) که گاهی اوقات آب شراب نامیده می‌شود، یک نوع شراب الکلی ضعیف است که به طور سنتی کودکان آن را می‌نوشند و با خیساندن تفاله سیب در آب درست می‌شود.